# 호시노 신고
호시노 신고(일본어: 星野 真悟, 1978년 5월 2일 ~ )는 일본의 전 축구 선수이다.

## 구단 경력
과거 에히메 FC에서 활동하였다.